# Copa Intercontinental de Fútbol Playa 2018
La Copa Intercontinental de Fútbol Playa 2018 fue la octava edición del torneo patrocinado por Beach Soccer Worldwide. El torneo se desarrolló del 6 al 10 de noviembre. El evento reunió a ocho selecciones nacionales provenientes de los cuatro continentes.

## Fórmula de disputa
El torneo comenzó con una fase de grupos, jugada en un formato de Todos contra todos. Los primeros y segundos de cada grupo avanzaron a la etapa eliminatoria, en la cual los equipos compitieron en partidas de Eliminación directa, comenzando con las semifinales y terminando con la final. Un tercer partido decisivo también fue disputado por los semifinalistas perdedores. El tercer y cuarto lugar de cada grupo jugaron en una serie de partidos de consolación para decidir del quinto al octavo lugar.

## Participantes
| País                   | Confederación | Participaciones |
| ---------------------- | ------------- | --------------- |
| Emiratos Árabes Unidos | AFC           | 8               |
| Brasil                 | CONMEBOL      | 7               |
| Irán                   | AFC           | 6               |
| Egipto                 | CAF           | 4               |
| Rusia                  | UEFA          | 8               |
| España                 | UEFA          | Debut           |
| Tahití                 | OFC           | 5               |
| Estados Unidos         | CONCACAF      | 4               |

## Fase de grupos

### Grupo A
| País                   | Pts. | PJ | PG | PG+ | PP | GF | GC | Dif. |
| ---------------------- | ---- | -- | -- | --- | -- | -- | -- | ---- |
| Brasil                 | 9    | 3  | 3  | 0   | 0  | 24 | 8  | +16  |
| Egipto                 | 6    | 3  | 2  | 0   | 1  | 15 | 17 | -2   |
| Emiratos Árabes Unidos | 3    | 3  | 1  | 0   | 2  | 7  | 16 | -9   |
| España                 | 0    | 3  | 0  | 0   | 3  | 12 | 17 | -5   |

| 06 de noviembre de 2018 | Brasil                                                 | 5-2     | España                   |                               |                               |
| 16:15                   | Bruno Xavier 14', 33' · Datinha 20', 28' · Rodrigo 23' | Reporte | Suárez 19' · Llorenç 22' | Árbitro(s): Bakhtiyor Namazov | Árbitro(s): Bakhtiyor Namazov |

| 06 de noviembre de 2018 | Emiratos Árabes Unidos | 1-3     | Egipto                                     |                                  |                                  |
| 17:30                   | A. Mohammadi 13'       | Reporte | A. Elshahat 1' · H. Ataf 30' · Mohamed 32' | Árbitro(s): Christian Zimmermann | Árbitro(s): Christian Zimmermann |

| 07 de noviembre de 2018 | Egipto                                                                | 5-10    | Brasil |                                 |                                 |
| 16:15                   | A. Elshahat 10' · Samir 16' · Mohamed 19' · H. Atef 20' · Hassane 33' | Reporte | Bruno Xavier 3' · Igor 5', 11', 20' (pen.) · Mauricinho 10' · Bokinha 10' · Rodrigo 12' · Filipe 32', 34' · Rafinha 34' | Árbitro(s): Sergio Gomes Soares | Árbitro(s): Sergio Gomes Soares |

| 07 de noviembre de 2018 | España                             | 4-5     | Emiratos Árabes Unidos                                    |                                |                                |
| 17:30                   | Llorenç 1', 31', 31' · Antonio 26' | Reporte | Almuntaser 7', 21' · A. Beshr 13', 13' · A. Mohammadi 24' | Árbitro(s): Suhaimi Mat Hassan | Árbitro(s): Suhaimi Mat Hassan |

| 08 de noviembre de 2018 | Egipto                                                                        | 7-6     | España                                                                 |                               |                               |
| 17:30                   | M. Sasa 4', 14', 34' (pen.), 36' · Mohamed 6' · Hassane 21' · A. Elshahat 36' | Reporte | Javi Torres 6', 15' · Suárez 14' · Chiky 17' · Adril 21' · Llorenç 21' | Árbitro(s): Bakhtiyor Namazov | Árbitro(s): Bakhtiyor Namazov |

| 08 de noviembre de 2018 | Emiratos Árabes Unidos | 1-9     | Brasil |                               |                               |
| 18:45                   | A. Ali 36'             | Reporte | Filipe 8', 15' · Igor 29' · Mao 31' · Mauricinho 31' · Antonio 33' · Rafinha 34' · A. Beshr 34' (a.g.) · Bruno Xavier 34' | Árbitro(s): Denis Smolyaninov | Árbitro(s): Denis Smolyaninov |

### Grupo B
| Selección      | Pts. | PJ | PG | PG+ | PP | GF | GC | Dif. |
| -------------- | ---- | -- | -- | --- | -- | -- | -- | ---- |
| Irán           | 9    | 3  | 3  | 0   | 0  | 15 | 5  | +10  |
| Rusia          | 6    | 3  | 2  | 0   | 1  | 22 | 12 | +10  |
| Tahití         | 2    | 3  | 0  | 1   | 2  | 15 | 17 | -2   |
| Estados Unidos | 0    | 3  | 0  | 0   | 3  | 10 | 28 | -18  |

| 06 de noviembre de 2018 | Tahití                                                                     | 6-7     | Rusia                                                                            |                                 |                                 |
| 18:45                   | Taiarui 8' · Tavanae 24', 25' · Salem 26' · Lebaste 30' · Li Fung Kuee 34' | Reporte | Chuzhkov 1' · Zemskov 8', 19' · Paporotyni 8', 14' · Nikonorov 10' · Shkarin 34' | Árbitro(s): Sergio Gomes Soares | Árbitro(s): Sergio Gomes Soares |

| 06 de noviembre de 2018 | Irán | 8-1     | Estados Unidos |                               |                               |
| 20:00                   | Moradi 3', 20' · Akbari 10' · Ahmedzadeh 10' · Kiani 13' · Mesigar 16' · Masoumizadeh 23' (pen.) · Mirshekari 24' | Reporte | Silveira 28'   | Árbitro(s): Ebrahim Almansory | Árbitro(s): Ebrahim Almansory |

| 07 de noviembre de 2018 | Rusia | 13-3    | Estados Unidos                   |                              |                              |
| 18:45                   | Zemskov 1', 19', 24', 29', 32', 36' · Novikov 5' · Paporotyni 6' · Krasheninnikov 17', 35' · Shishin 20' · Romanov 21', 34' | Reporte | Mondragon 2' · Albiston 11', 33' | Árbitro(s): Ibrahim Alraeesi | Árbitro(s): Ibrahim Alraeesi |

| 07 de noviembre de 2018 | Tahití                    | 2-4     | Irán                                               |             |             |
| 20:00                   | Lebaste 19' · Tavanae 36' | Reporte | Akbari 9' · Masoumizadeh 11', 19' · Behzadpour 12' | Árbitro(s): | Árbitro(s): |

| 08 de noviembre de 2018 | Tahití                                                                         | 7-6 (t. s.) | Estados Unidos                                           |                               |                               |
| 16:15                   | Taiarui 2', 38' · Labaste 3' · Li Fung Kuee 16' (pen.), 19', 32' · Tavanae 35' | Reporte     | Silveira 2' · Canale 7', 8', 13' · Perera 31' · Toth 35' | Árbitro(s): Ebrahim Almansory | Árbitro(s): Ebrahim Almansory |

| 08 de noviembre de 2018 | Irán                                       | 3-2     | Rusia                     |                                  |                                  |
| 20:00                   | Akbari 11' · Piramoun 12' · Behzadpour 32' | Reporte | Romanov 28' · Zemskov 29' | Árbitro(s): Christian Zimmermann | Árbitro(s): Christian Zimmermann |

## Rondas de colocación

### Semifinales del quinto al octavo lugar
| 09 de noviembre de 2018 | Tahití     | 1-9     | España                                                                                                |                                  |                                  |
| 16:15                   | Lebaste 6' | Reporte | Cintas 10' · Javi Torres 10', 12' · Suarez 13' · Guisado 16', 28' · Domi 19' · Frutos 25' · Adril 32' | Árbitro(s): Christian Zimmermann | Árbitro(s): Christian Zimmermann |

| 09 de noviembre de 2018 | Emiratos Árabes Unidos                         | 3-5     | Estados Unidos                                           |                                 |                                 |
| 17:30                   | A. Beshr 2' · Ali Karim 11' · A. Mohammadi 33' | Reporte | Albiston 7' · Perera 12', 22', 32' (pen.) · Silveira 31' | Árbitro(s): Sergio Gomes Soares | Árbitro(s): Sergio Gomes Soares |

### Disputa del séptimo lugar
| 10 de noviembre de 2018 | Tahití | 6-7     | Emiratos Árabes Unidos |                               |                               |
| 16:15                   |        | Reporte |                        | Árbitro(s): Denis Smolyaninov | Árbitro(s): Denis Smolyaninov |

### Disputa del quinto lugar
| 10 de noviembre de 2018 | España                     | 3-4     | Estados Unidos                                        |                             |                             |
| 17:30                   | Suarez 1', 18' (pen.), 26' | Reporte | Canale 4' · Mondragon 15' · Perera 30' · Silveira 31' | Árbitro(s): Turki Al Salehi | Árbitro(s): Turki Al Salehi |

## Fase final

### Semifinales
| 09 de noviembre de 2018 | Irán                                          | 3-1     | Egipto              |                               |                               |
| 18:45                   | Masoumizadeh 20' · Mirshekari 31' · Kiani 32' | Reporte | M. Samir 32' (pen.) | Árbitro(s): Ebrahim Almansory | Árbitro(s): Ebrahim Almansory |

| 09 de noviembre de 2018 | Rusia                                                 | 5-5 (t. s.)(3-1 p.)        | Brasil                                                 |                                |                                |
| 20:00                   | Makarov 7' · Nikonorov 13', 39' · Paporotnyi 19', 25' | Reporte                    | Bruno Xavier 25', 31' · Datinha 35' · Rodrigo 36', 37' | Árbitro(s): Suhaimi Mat Hassan | Árbitro(s): Suhaimi Mat Hassan |
|                         |                                                       | Tiros desde el punto penal |                                                        |                                |                                |
|                         | Krash · Shishin · Makarov                             |                            | Igor · Filipe                                          |                                |                                |

### Disputa del tercer lugar
| 10 de noviembre de 2018 | Egipto                        | 3-5     | Brasil                                            |             |             |
| 18:45                   | Mohamed 5', 10' · M. Sasa 33' | Reporte | Filipe 3' · Rodrigo 7', 20', 33' · Mauricinho 27' | Árbitro(s): | Árbitro(s): |

### Final
| 10 de noviembre de 2018 | Irán                                             | 4-2     | Rusia               |                               |                               |
| 20:00                   | Kiani 4' · Masoumizadeh 7', 24' · Behzadpour 11' | Reporte | Paporotnyi 13', 31' | Árbitro(s): Bakhtiyor Namazov | Árbitro(s): Bakhtiyor Namazov |

|                             |
| Campeón Irán Segundo título |

## Goleadores
| 9 goles - Fedor Zemskov | 8 goles - Rodrigo | 7 goles - Artur Paporotnyi | 6 goles - Moustafa Aly Mohamed - Bruno Xavier - Mohammad Masoumizadeh - Eduard Suarez |

## Premios
| Goleador         |
| ---------------- |
| Fedor Zemskov    |
| 9 goles          |
| Mejor Jugador    |
| Rodrigo          |
| Mejor Portero    |
| Hamid Behzadpour |

## Clasificación final
| Pos.              | Equipo                 |
| ----------------- | ---------------------- |
| Medalla de oro    | Irán                   |
| Medalla de plata  | Rusia                  |
| Medalla de bronce | Brasil                 |
| 4                 | Egipto                 |
| 5                 | Estados Unidos         |
| 6                 | España                 |
| 7                 | Emiratos Árabes Unidos |
| 8                 | Tahití                 |